# Nazionale maschile di beach soccer del Belgio
La nazionale di beach soccer del Belgio rappresenta il Belgio nelle competizioni internazionali di beach soccer.
Attualmente la squadra risulta inattiva.